# N-(4-Methoxyphenyl)-2-((4-methylphenyl)sulfonyl)acetamid
N-(4-Methoxyphenyl)-2-[(4-methylphenyl)sulfonyl]acetamid ist eine chemische Verbindung. Es ist ein Derivat von Acetamid.

## Gewinnung und Darstellung
N-(4-Methoxyphenyl)-2-[(4-methylphenyl)sulfonyl]acetamid wurde erstmals 2006 von Hsu et al. synthetisiert. Die Synthese geht vom Edukt Chloracetylchlorid aus, welches im ersten Schritt mit p-Anisidin in einer nukleophilen Substitution reagiert. Die Substitution läuft an der reaktivieren Position, dem Säurechlorid ab. Der zweite Schritt ist ebenfalls eine nukleophile Substitution, allerdings nun an der weniger reaktiven Position des Chloralkans. Das Nukleophil ist Natrium-p-toluolsulfinat. Das Produkt kann in dieser Weise mit 83 % Ausbeute erhalten werden.

## Verwendung
N-(4-Methoxyphenyl)-2-[(4-methylphenyl)sulfonyl]acetamid ist ein Edukt für Trachelanthamidin.